# Dysganus haydenianus
 Dysganus haydenianus es una especie dudosa del género Dysganus extinto de dinosaurio ornitópodo ceratopsiano, que habitó a finales del período Cretácico, hace aproximadamente entre 75 millones de años en el Campaniense, en lo  que es hoy América del Norte. Se basa en el espécimen AMNH 5738, ocho dientes del mismo lugar, de al menos dos individuos..